# Гилево-Плюснинка
Гилево-Плюснинка — упразднённое село в Архаринском районе Амурской области России. Исключено из учётных данных в 1974 году.

## География
Село располагалось на правом берегу реки Архара в месте впадения в неё реки Биря, на расстоянии примерно 12 километра (по прямой) к северо-востоку от села Могилёвка.

## История
Село возникло в 1900 году. По данным на 1916 год состояло из 39 дворов (население составляло 225 человек) и входило в состав Буренской волости 7-го стана Амурского уезда Амурской области.
По данным 1926 года в Гилево-Плюснинском имелось 52 хозяйства (45 крестьянского типа и 7 прочих) и проживало 372 человека (185 мужчин и 187 женщин). В национальном составе населения преобладали белоруссы. В административном отношении являлось центром Гилево-Плюснинского сельсовета Хингано-Архаринского района Амурского округа Дальневосточного края.
Решением Амурского исполкома от 7 июня 1974 года № 253, село Гилево-Плюснинка исключено из учётных данных как несуществующее.